# Duc de Santisteban del Puerto

Le duché de Santisteban del Puerto est un titre de noblesse espagnol. Son nom fait référence à la ville andalouse de Santisteban del Puerto, dans la province de Jaén. Le comté est créé, par le roi Henri IV de Castille, en 1473, et plus tard converti en duché en 1738, par le roi Philippe V d'Espagne.

## Comtes de Santisteban del Puerto
Créé par le roi Henri IV de Castille en 1473 en faveur de Diego Sánchez de Benavides.
1. Diego Sánchez de Benavides.
2. Men Rodríguez de Benavides y Carrillo
3. Francisco de Benavides y Pacheco.
4. Diego de Benavides y Carrillo de Córdoba.
5. Francisco de Benavides y Mesía Carrillo (es).
6. Diego de Benavides y de la Cueva.
7. Francisco de Benavides y de la Cueva.
8. Diego de Benavides y de la Cueva (en).
9. Francisco de Benavides Dávila y Corella (en).
10. Manuel de Benavides y Aragón (ca).

## Ducs de Santisteban del Puerto
1. Manuel de Benavides y Aragón (ca) 1739-1748
2. Antonio de Benavides y de la Cueva (ca) 1748-1782
3. Joaquina de Benavides y Pacheco (ca) 1782-1805
4. Luis Joaquín Fernández de Córdoba y Benavides (ca) 1805-1840
5. Luis Tomás Fernández de Córdoba y Ponce de León (ca) 1840-1873
6. Luis María Fernández de Córdoba y Pérez de Barradas (ca) 1873-1879
7. Luis Jesús Fernández de Córdoba y Salabert (ca) 1880-1956
8. Victoria Eugenia Fernández de Córdoba y Fernández de Henestrosa 1956-1969
9. Luis de Medina y Fernández de Córdoba 1969-2011
10. Victoria de Medina y Conradi 2011 - actuelle titulaire